# 相市乡
相市乡，是中华人民共和国湖南省衡陽市衡南县下辖的一个乡镇级行政单位。

## 行政区划
相市乡下辖以下地区：
相公堡社区、太平圩社区、金子村、大有村、桐子村、曹家村、翻身村、虎塘村、白衣村、烟竹村、王家村、托塘村、新堰村、艳山村、夏屋村、柿子村、荷塘村、沿江村、直壁村、杨木老村、仰山村、廖家村、江泉村、上壁村、梅元村、合溪村、良田村、黄西村、黄金村、折壁村、许田村和八仙村。